# 2014年冬季奧林匹克運動會開幕式
2014年冬季奥林匹克运动会开幕式在2014年2月7日於俄羅斯索契的菲什特奧林匹克體育場舉行，由20時14分舉行至23時02分。本屆運動會為國際奧會主席托馬斯·巴赫任內的第一場冬奧和奧運開幕式。
是次冬季奥林匹克運動會由俄羅斯總統弗拉基米爾·普京正式宣佈開幕，觀眾約有40,000人。 儀式上的表演主要是關於俄國歷史。开幕式上的音乐多为俄国、苏联音乐家，如柴可夫斯基、鲍罗丁、斯特拉文斯基、哈恰图良等。

## 出席來賓
- 中共中央总书记、国家主席 习近平
- 日本内阁总理大臣安倍晋三
- 联合国秘书长 潘基文及其夫人
- 最高人民会议常任委员会委员长金永南
- 荷蘭国王威廉-亚历山大
- 義大利总理恩里科·莱塔
- 荷蘭首相马克·鲁特
- 阿富汗总统哈米德·卡尔扎伊
- 白俄羅斯总统卢卡申科和儿子尼古拉
- 羅馬尼亞总理维克多·蓬塔携夫人
- 匈牙利总统阿戴尔·亚诺什携夫人
- 希腊总统帕普利亚斯
- 國際奧委會国际奥委会主席巴赫
- 摩納哥亲王阿尔贝尔二世
- 英國公主安娜
- 总统拉赫蒙

本届冬奥会开幕式共有65位国家、政府及国际组织的领导人出席，是上届温哥华冬奥会的3倍，已创下冬奥会历史纪录。国际奥委会方面称，其中共有44位各国元首。

## 節目
在开幕式开始时的一个片子中，一个叫柳波芙（Любовь）的小女孩以俄语的各个字母讲诉了俄罗斯的文化。
| 西里尔字母 | 意義                                                    | 俄文单词 |
| ---------- | ------------------------------------------------------- | -------- |
| А          | ABC                                                     |          |
| Б          | 貝加爾                                                  |          |
| В          | 西科尔斯基直升机                                        |          |
| Г          | 加加林, Gzhel（一种俄罗斯传统工艺品，类似中国的青花瓷） |          |
| Д          | 陀思妥耶夫斯基                                          |          |
| Е          | 叶卡捷琳娜二世                                          |          |
| Ё          | 《雾中的刺猬》（苏联著名动画片）                        |          |
| Ж          | 茹科夫斯基                                              |          |
| З          | 玉米收割机                                              |          |
| И          | 帝国                                                    |          |
| Й          | 柴可夫斯基                                              |          |
| К          | 康定斯基                                                |          |
| Л          | 月球步行者                                              |          |
| М          | 马列维奇                                                |          |
| Н          | 纳博科夫                                                |          |
| О          | 国际空间站俄罗斯舱段                                    |          |
| П          | 元素周期表                                              |          |
| Р          | 俄派芭蕾                                                |          |
| С          | 斯普特尼克1号                                           |          |
| Т          | 列夫·托尔斯泰, 波瑞斯·罗星（CRT电视系统的发明者）       |          |
| У          | 苏联毛帽                                                |          |
| Ф          | 菲什特                                                  |          |
| Х          | Khokhloma（一种俄罗斯传统木制彩绘手工艺品）             |          |
| Ц          | 齐奥尔科夫斯基                                          |          |
| Ч          | 契诃夫                                                  |          |
| Ш          | 夏卡尔                                                  |          |
| Щ          | 阿列克谢·舒塞夫（俄罗斯著名建筑师）                     |          |
| Ъ          | 普希金                                                  |          |
| Ы          | 我们                                                    |          |
| Ь          | 柳波芙（开幕式讲故事的女孩名，词源为俄语“爱”）, 爱      |          |
| Э          | 爱森斯坦                                                |          |
| Ю          | 克泰尔尼科夫（背包降落伞与飞机减速伞的发明者）          |          |
| Я          | 俄罗斯                                                  |          |

随后这个小女孩则开始现身体育场内，背景音乐则为波洛维茨人之舞。之后，有5个雪莲花进入场内并组成奥运五环，但由于技术故障，所以实际上只开了4朵。

### 運動員入場
參加這屆索契奧運的88個國家和地區的運動員會按俄文順序进场，而希臘作為奧運會發源地將按傳統排於首隊進場，而這屆奧運會主辦國俄羅斯将排在最后一队进场。
其中較為令人難忘的進場是三名獨立奧林匹克參賽者（Independent Olympic Participants）。他們原本代表位於南亚的印度 (India)但由於因為2012年12月印度奧委會因為選舉的問題被暫停會籍，後來印度奧委會被恢復，並被允許參賽。他們進場時載歌載舞，與其他國家的代表團形成強烈對比，其後備受網上媒體關注。
| 1. 希腊（GRE） 2. （AUS） 3. 奥地利（AUT） 4. 阿塞拜疆（AZE） 5. 阿尔巴尼亚（ALB） 6. 安道尔（AND） 7. 阿根廷（ARG） 8. 亚美尼亚（ARM） 9. （IVB） 10. 白俄罗斯（BLR） 11. 比利时（BEL） 12. 百慕大（BER） 13. 保加利亚（BUL） 14. 波斯尼亚和黑塞哥维那（BIH） 15. 巴西（BRA） 16. 马其顿（MKD） 17. 英国（GBR） 18. 匈牙利（HUN） 19. 委内瑞拉（VEN） 20. （ISV） 21. 德国（GER） 22. 中国香港（HKG） | 1. （GEO） 2. 丹麦（DEN） 3. 多米尼克（DMA） 4. 津巴布韦（ZIM） 5. 以色列（ISR） 6. 伊朗（IRI） 7. 爱尔兰（IRL） 8. 冰岛（ISL） 9. 西班牙（ESP） 10. 意大利（ITA） 11. （KAZ） 12. 开曼群岛（CAY） 13. 加拿大（CAN） 14. 塞浦路斯（CYP） 15. （KGZ） 16. 中国（CHN） 17. 拉脱维亚（LAT） 18. 黎巴嫩（LIB） 19. 立陶宛（LTU） 20. 列支敦士登（LIE） 21. 卢森堡（LUX） 22. 马耳他（MLT） | 1. 摩洛哥（MAR） 2. 墨西哥（MEX） 3. 摩尔多瓦（MDA） 4. 摩纳哥（MON） 5. 蒙古（MGL） 6. 独立奥林匹克参赛者（IOP） 7. 尼泊尔（NEP） 8. 荷兰（NED） 9. 新西兰（NZL） 10. 挪威（NOR） 11. 巴基斯坦（PAK） 12. 巴拉圭（PAR） 13. 秘鲁（PER） 14. 波兰（POL） 15. 葡萄牙（POR） 16. 韩国（KOR） 17. 罗马尼亚（ROU） 18. 圣马力诺（SMR） 19. 塞尔维亚（SRB） 20. 斯洛伐克（SVK） 21. 斯洛文尼亚（SLO） 22. 美国（USA） | 1. （TJK） 2. 泰国（THA） 3. 中华台北（TPE） 4. 东帝汶（TLS） 5. 多哥（TOG） 6. （TGA） 7. 土耳其（TUR） 8. （UZB） 9. 乌克兰（UKR） 10. 菲律宾（PHI） 11. 芬兰（FIN） 12. 法国（FRA） 13. 克罗地亚（CRO） 14. （MNE） 15. 捷克（CZE） 16. 智利（CHI） 17. 瑞士（SUI） 18. 瑞典（SWE） 19. 爱沙尼亚（EST） 20. 牙买加（JAM） 21. 日本（JPN） 22. 俄罗斯（RUS）（主辦國） |

当俄罗斯入场时，背景音乐使用t.A.T.u.《末路狂飙》与皇后乐队《We Will Rock You》的混音乐曲。而引导运动员入场人员的特殊造型，则是来自俄罗斯童话《雪姑娘》。

### 点燃圣火
花樣滑冰運動員伊琳娜·羅德尼娜和冰上曲棍球選手弗拉季·特列季亞克點燃火炬。

## 外部連結
- 官方網站（页面存档备份，存于）